# همیشه‌بهار صحرایی
همیشه بهار صحرایی (نام علمی: Calendula arvensis) نام یک گونه از زیرخانواده کاسنی‌واریان است.